# United Overseas Bank
United Overseas Bank Limited (кит. 大华银行), відомий як UOB, є сінгапурською багатонаціональною банківською корпорацією зі штаб-квартирою в районі Раффлз-Плейс, з філіями в більшості країн Південно-Східної та Східної Азії. Це один із трьох «великих місцевих банків» у країні, два інші – DBS Bank та OCBC Bank.
Вперше заснований у 1935 році як United Chinese Bank (Об’єднаний китайський банк). Банк є третім за величиною банком у Південно-Східній Азії за загальними активами. 

## Міжнародні операції
UOB має філії та офіси, розташовані в Азійсько-Тихоокеанському регіоні, Північній Америці та Західній Європі. Більшість операцій здійснюються в країнах Південно-Східної Азії, таких як Бруней, Малайзія, Індонезія, М’янма, Філіппіни, Таїланд і В’єтнам.